# Trochosippa obscura
Trochosippa obscura là một loài nhện trong họ Lycosidae.
Loài này thuộc chi Trochosippa. Trochosippa obscura được Cândido Firmino de Mello-Leitão miêu tả năm 1943.